# Give the Drummer Some
Give the Drummer Some – debiutancki album studyjny amerykańskiego perkusisty Travisa Barkera, znanego przede wszystkim z występów w grupie muzycznej Blink-182. Wydawnictwo ukazało się 15 marca 2011 roku nakładem Interscope Records. W ramach promocji do utworów „Can a Drummer Get Some”, „Carry It”, „Let’s Go”, „Saturday Night” oraz „Just Chill” zrealizowano teledyski. Gościnnie w nagraniach udział wzięli, m.in. Lil Wayne, Game, Rick Ross, Snoop Dogg, Ludacris, Kid Cudi, E-40 czy Busta Rhymes.

## Lista utworów
Źródło
1. „Can a Drummer Get Some” (feat. Lil Wayne, Rick Ross, Swizz Beatz & Game) – 3:21
2. „If You Want To” (feat. Pharrell & Lupe Fiasco) – 3:53
3. „Carry It” (feat. RZA, Raekwon & Tom Morello) – 3:57
4. „Knockin'” (feat. Snoop Dogg, Ludacris, E-40 & Dev) – 4:01
5. „Jump Down” (feat. The Cool Kids) – 3:07
6. „Devil’s Got a Hold” (feat. Slaughterhouse) – 5:53
7. „Let’s Go” (feat. Yelawolf, Twista, Busta Rhymes & Lil Jon) – 3:13
8. „Saturday Night” (feat. Transplants & Slash) – 3:24
9. „Cool Head” (feat. Kid Cudi) – 4:40
10. „Raw Shit” (feat. Tech N9ne & Bun B) – 3:19
11. „Just Chill” (feat. Beanie Sigel, Bun B & Kobe) – 3:29
12. „Beat Goes On” (feat. Cypress Hill) – 4:20

Deluxe Version
1. „On My Own” (feat. Corey Taylor) – 3:45
2. „Don’t Fuck with Me” (feat. Paul Wall, Jay Rock & Kurupt) – 4:22
3. „City of Dreams” (feat. The Clipse & Kobe) – 4:46
4. „Misfits” (feat. Steve Aoki) – 4:03
5. „I Play the Drums” (feat. My Humans) – 1:00 (utwór ukryty)